# 林嘉文
林嘉文（1998年—2016年2月23日），陕西西安人。因17岁出版了两部史学书籍被媒体采访，于2016年2月23日因抑郁症跳楼，享年18岁。

## 宋史研究
2015年12月16日，林嘉文在西安中学召开了新书《忧乐为天下：范仲淹与庆历新政》的出版座谈会，该书结合当时的政治、文化、思想等领域的变动，引注了中外数十份史料，以叙述和论述的手法表现出了北宋时期的历史发展变迁。

## 自杀
林嘉文于2016年2月23日自杀，死前曾留有遗书。